# Ильгиз Ф.
Ильгиз Ф. (настоящее имя — Ильгиз Фаритович Фазулзянов, родился в 1968 году в Зеленодольске, Республика Татарстан) — известный ювелир, работающий по преимуществу в стилях модерн и ар-деко. Обладатель многочисленных высших премий на ювелирных конкурсах и выставках.

## Биография
Ильгиз родился в татарской семье, имеет трёх братьев. В восьмилетнем возрасте заинтересовался искусством и поступил в художественную школу в Зеленодольске. Окончив школу, поступил в Казанское художественное училище по специальности «художник-оформитель» (1983-1987). В 1987-1989 годах служил в ВС СССР, где занимался оформлением военного городка. После армии оформлял витрины магазинов, организовав в 1990 году зеленодольский филиал казанской оформительской мастерской.
Ювелиром Ильгиз стал в значительной степени случайно: группа энтузиастов попыталась в 1991 году организовать на базе Казанского моторостроительного завода ювелирную мастерскую. Ильгиз был нанят и направлен на стажировку в Таджикистан, где, вследствие беспорядков лета 1991 года, научился немногому. Тем не менее, по возвращении в Зеленодольск он прослыл ювелиром, в основном ремонтируя чужие изделия и одновременно подрабатывая маляром. Вскоре Ильгиз начал делать собственные изделия в татарском национальном стиле, которые неожиданно были замечены летом 1992 года на I съезде Всемирного конгресса татар: Ильгиз продал шесть комплектов украшений и заработал 240 долларов.
В том же 1992 году Ильгиз открыл мастерскую в бывшем помещении сауны в Национальном культурном центре «Казань» и начал изучать методы изготовления филиграни волжских булгар и казанских татар. В конце 1994 года Ильгиз представил свои первые крупные изделия (оклад на Коран, хасите, браслет) на Международном исламском фестивале художественных ремёсел в Исламабаде, где получил свой первый гран-при и понял, что его призванием является ювелирное дело.
В 1997 году Ильгиз начал работать с эмалями, опять-таки случайно, в результате встречи с разъездным торговцем ювелирными инструментами, в том же году продемонстрировал свои новые изделия во Франции на Международном антикварном салоне в Пуатье. Эти работы также начали поворот ювелира от традиционной национальной стилистики к ар-нуво.
После трудностей во время дефолта Ильгиз с 2001 года начал выставлять свои работы в Москве, куда в последствии переехал в 2003 году. В 2004 году у Ильгиза появился первый помощник на новом месте, к 2006 году с ним работали уже три ювелира, вся группа изготавливала около 1300 предметов в год, так что на выставках их стенды были сравнимы с коллекциями больших компаний.
С 2009 года работы Ильгиза принимают на торги аукционные дома Christie’s (Лондон), Bonhams (Нью-Йорк), Millon (Бельгия) и «Александр» (Москва).
Очередным важным этапом признания творчества Ильгиза стал 2011 год, когда подвеска «Снегири», уже премированная на трех российских конкурсах, получила гран-при на самом значительном международном конкурсе ювелирного дизайна, так называемом «ювелирном Оскаре» — International Jewellery Design Excellence Award.
В 2013 году художник повторил свой успех и снова получил звание «Champion of the Champions» на IJDEA за комплект «Затмение», с ограненными темными таитянскими жемчужинами (уникальную огранку жемчуга выполнил Виктор Тузлуков — огранщик экстра-класса с мировым именем).
В 2015 году создал для швейцарской фирмы Bovet 1822 декор циферблатов с изображениями всадников Апокалипсиса для четырёх моделей мужских часов Amadeo Fleurier 43 mm, и декор циферблатов с изображениями вдохновленными природой для моделей женских часов Amadeo Fleurier 39 mm. Произведения исполнены в смешанной технике горячей ювелирной эмали, живописной миниатюры на эмали и инкрустации бриллиантами, положенными под фондон.
С 1 апреля по 31 июля 2016 года в выставочном зале Успенской звонницы Музеев Московского Кремля прошла персональная выставка Ильгиза Фазулзянова «Ilgiz F. Драгоценности, вдохновленные природой» (куратор — Л.Н. Пешехонова). В том же году Музеи Московского Кремля закупили у мастера 25 его произведений.
18 сентября 2024 года в Музее Фаберже в Санкт-Петербурге открылась выставка ювелира и художника Ильгиза Фазулзянова «На свет из темноты».

## Творческий метод
Ювелир использует рекордно малую толщину металла, используемую в технике витражной эмали — не более 1 мм, тогда как в классических памятниках ар-нуво — не меньше 2,5 мм. В колье и кольце с витражной эмалью «Стрекозы на репейнике» (2014) металлический контур имеет ножевидное сечение, на обратной стороне крыльев его ширина составляет не более 0,15—0,2 мм и почти не воспринимается глазом.
Художник использует более 100 цветов эмали (против 20 общепринятых у большинства мастеров). Обжиг эмали производится при температуре +950° C (при общепринятой +750° — +800° C), что позволяет ей свариться с золотом и дает одинаково ровную поверхность с паве из драгоценных камней.

## Известные изделия
Список изделий, получивших награды на выставках:
1994 — Оклад для Корана — гран-при на Первом международном исламском фестивале художественных ремёсел в Исламабаде
2001 — кольцо «Клён» — диплом Московской международной ювелирной выставки «Ювелир-2001».
2002 — колье «Альпийский жук» — первая премия Весеннего салона «Сокровища для избранных».
2002 — кольцо «Подсолнух» — диплом Московской международной ювелирной выставки «Ювелир-2002».
2002 — колье «Жук» — диплом Национального конкурса ювелирного дизайна «Золотое созвездие 2002».
2003 — кольцо «Мак» — диплом Первого всероссийского бриллиантового конкурса «Брошь для первых дам».
2003 — коллекция из серебра «Милитари» и кольцо «Тюльпан» — дипломы III степени Всероссийского конкурса ювелиров «Золотой шедевр».
2004 — брошь «Ласточки» и подвеска «Божья коровка» — дипломы Второго всероссийского бриллиантового конкурса «Брошь для первых дам».
2005 — брошь «Тысячелистник» — диплом Третьего всероссийского бриллиантового конкурса «Брошь для первых дам».
2006 — набор «Маки» — первое место на конкурсе компании «АЛРОСА».
2007 — подвеска «Снегири» — первое место на конкурсе компании «АЛРОСА».
2009 — кольцо «Маки» — диплом выставки-ярмарки «Симфония самоцветов».
2010 — кольцо «Ирисы» — второе место на Первом международном конкурсе «Золотой слон».
2010 — подвеска «Снегири» — первое место на Втором международном конкурсе «Золотой слон» и диплом Международного конкурса «Золотая ладья».
2011 — подвеска «Снегири» — гран-при Международного конкурса ювелирного дизайна в Гонконге.
2013 — серьги и кольцо «Бабочки» — гран-при Международного конкурса ювелирного дизайна в Китае.
2014 — колье «Вороны», колье «Стрекозы на репейнике», подвеска «Полёт стрекоз над ирисами», кольцо «Репейник», серьги и кольцо «Бабочки» — гран-при на конкурсе Гохрана «Россия. XXI век».